# آلن روی
آلن روی (انگلیسی: Allain Roy؛ زادهٔ ۶ فوریهٔ ۱۹۷۰) بازیکن هاکی روی یخ اهل کانادا است.